# Championnat du Maroc de football de deuxième division 2001-2002
Navigation
Édition précédente Édition suivante
Le Championnat du Maroc de football D2 2001-2002 est la 46e édition du championnat du Maroc de football D2. Elle oppose seize clubs regroupées au sein d'une poule unique où les équipes se rencontrent deux fois, à domicile et à l'extérieur. En fin de saison, les deux derniers sont relégués et remplacés par les deux meilleurs clubs de GNFA1, la troisième division marocaine. Mais en vérité se sont quatre clubs premiers de leur poules en troisième division qui s'affrontent lors de matchs barrages pour la montée.
C'est le club du KAC de Kénitra qui remporte le championnat après avoir terminé en tête du classement, avec six points d'avance sur le Chabab Mohammédia. Les clubs montant en première division sont les deux premiers soit le KAC de Kénitra et le Chabab Mohammédia tandis que les clubs relégués en troisième division sont le Chabab Atlas Khénifra et le Sporting de Salé.
La meilleure attaque du championnat est celle du Chabab Mohammédia avec plus de 41 buts marqués tandis que la meilleure défense est celle du KAC de Kénitra avec seulement 11 buts encaissés.

## Les clubs de l'édition 2001-2002
Légende des couleurs
- Promu de GNFA 1
- Relégué du GNF 1

| Club                   | Classement 2000-2001      | Stade                       | Capacité |
| ---------------------- | ------------------------- | --------------------------- | -------- |
| Chabab Mohammédia      | 15 (GNF1)                 | Stade Bachir                | 15 000   |
| Racing de Casablanca   | 16 (GNF1)                 | Stade Père-Jégo             | 10 000   |
| TAS de Casablanca      | 3                         | Stade Larbi Zaouli          | 30 000   |
| KAC de Kénitra         | 4                         | Stade municipal de Kénitra  | 15 000   |
| Sporting de Salé       | 5                         | Stade de la Marche verte    | 4 000    |
| Union de Sidi Kacem    | 6                         | Stade Abdelkader Allam      | 12 000   |
| Moghreb de Tétouan     | 7                         | Stade Saniat Rmel           | 10 000   |
| Chabab Atlas Khénifra  | 8                         | Stade municipal de Khénifra | 5 000    |
| Mouloudia Club d'Oujda | 9                         | Stade d'honneur d'Oujda     | 35 000   |
| Difaâ d'El Jadida      | 10                        | Stade El Abdi               | 15 000   |
| AS Salé                | 11                        | Stade Boubker Ammar         | 10 000   |
| Rachad Bernoussi       | 12                        | Complexe Bernoussi          | 10 000   |
| Olympique de Safi      | 13                        | Stade El Massira            | 10 000   |
| Wydad de Fès           | 14                        | Stade Hassan II             | 10 000   |
| Majd Al Madina         | 1 (GNFA1 - Groupe Centre) | Stade Larbi Ben Barek       | 10 000   |
| Fath de Nador          | 1 (GNFA1 - Groupe Nord)   | Stade municipal de Nador    | 5 000    |

## Compétition

### Classement
|     | Club                  | Points | J  | V  | N  | D  | BP | BC | Diff. |
| --- | --------------------- | ------ | -- | -- | -- | -- | -- | -- | ----- |
| 1e  | KAC de Kénitra        | 62     | 30 | 17 | 11 | 2  | 27 | 11 | +16   |
| 2e  | Chabab Mohammédia     | 56     | 30 | 15 | 11 | 4  | 41 | 20 | +21   |
| 3e  | Union Sidi Kacem      | 54     | 30 | 15 | 10 | 5  | 35 | 19 | +16   |
| 4e  | Olympique de Safi     | 48     | 30 | 12 | 12 | 6  | 34 | 20 | +14   |
| 5e  | Rachad Bernoussi      | 44     | 30 | 9  | 17 | 4  | 26 | 21 | +5    |
| 6e  | Mouloudia d'Oujda     | 44     | 30 | 11 | 11 | 8  | 24 | 22 | +2    |
| 7e  | Fath de Nador         | 43     | 30 | 11 | 10 | 9  | 18 | 20 | -2    |
| 8e  | Wydad de Fès          | 40     | 30 | 10 | 10 | 10 | 25 | 23 | +2    |
| 9e  | Difaâ d'El Jadida     | 36     | 30 | 10 | 12 | 8  | 32 | 31 | +1    |
| 10e | Majd Al Madina        | 36     | 30 | 9  | 9  | 12 | 25 | 31 | -6    |
| 11e | TAS de Casablanca     | 35     | 30 | 7  | 14 | 9  | 19 | 27 | -8    |
| 12e | Racing de Casablanca  | 33     | 30 | 6  | 15 | 9  | 23 | 23 | 0     |
| 13e | Moghreb de Tétouan    | 32     | 30 | 7  | 11 | 12 | 18 | 32 | -14   |
| 14e | AS Salé               | 30     | 30 | 8  | 6  | 16 | 24 | 38 | -14   |
| 15e | Chabab Atlas Khénifra | 23     | 30 | 5  | 8  | 17 | 14 | 33 | -19   |
| 16e | Sporting de Salé      | 14     | 30 | 3  | 7  | 20 | 15 | 41 | -26   |

### Résultats
| Résultats (▼dom., ►ext.)                                   | KAC | SCCC | USK | OCS | RB | MCO | FRN | WAF | DHJ | MM  | TAS | RAC | MAT | ASS | CAK | SS |
| KAC de Kénitra                                             |     | -    | -   | -   | -  | -   | -   | -   | -   | -   | -   | -   | -   | -   | 1-0 | -  |
| Chabab Mohammédia                                          | -   |      | -   | -   | -  | -   | 1-0 | -   | -   | -   | -   | -   | -   | -   | -   | -  |
| Union de Sidi Kacem                                        | -   | -    |     | -   | -  | -   | -   | -   | -   | -   | -   | -   | -   | -   | -   | -  |
| Olympique de Safi                                          | -   | -    | -   |     | -  | -   | -   | -   | 1-0 | -   | -   | -   | -   | -   | -   | -  |
| Rachad Bernoussi                                           | -   | -    | -   | -   |    | -   | -   | -   | -   | -   | -   | -   | 0-0 | -   | -   | -  |
| Mouloudia Club d'Oujda                                     | -   | -    | 1-0 | -   | -  |     | -   | -   | -   | -   | -   | -   | -   | -   | -   | -  |
| Fath Riadi de Nador                                        | -   | -    | -   | -   | -  | -   |     | -   | -   | -   | -   | -   | -   | -   | -   | -  |
| Wydad de Fès                                               | -   | -    | -   | -   | -  | -   | -   |     | -   | 0-1 | -   | -   | -   | -   | -   |    |
| Difaâ d'El Jadida                                          | -   | -    | -   | -   | -  | -   | -   | -   |     | -   | -   | -   | -   | -   | -   | -  |
| Majd Al Madina                                             | -   | -    | -   | -   | -  | -   | -   | -   | -   |     | -   | -   | -   | -   | -   | -  |
| TAS de Casablanca                                          | -   | -    | -   | -   | -  | -   | -   | -   | -   | -   |     | -   | -   | -   | -   | -  |
| Racing de Casablanca                                       | -   | -    | -   | -   | -  | -   | -   | -   | -   | -   | -   |     | -   | 1-0 | -   | -  |
| Moghreb de Tétouan                                         | -   | -    | -   | -   | -  | -   | -   | -   | -   | -   | -   | -   |     | -   | -   | -  |
| AS Salé                                                    | -   | -    | -   | -   | -  | -   | -   | -   | -   | -   | -   | -   | -   |     | -   | -  |
| Chabab Atlas Khénifra                                      | -   | -    | -   | -   | -  | -   | -   | -   | -   | -   | -   | -   | -   | -   |     | -  |
| Sporting de Salé                                           | -   | -    | -   | -   | -  | -   | -   | -   | -   | 0-1 | -   | -   | -   | -   | -   |    |
| - Victoire à domicile - Match nul - Victoire à l'extérieur |     |      |     |     |    |     |     |     |     |     |     |     |     |     |     |    |

## Bilan de la saison
| Championnat du Maroc de football de deuxième division 2001-2002 |                     |
| Champion                                                        | KAC de Kénitra      |
| Dauphin                                                         | Stade Marocain      |
| Coupes et trophées                                              |                     |
| Vainqueur de la Coupe du Trône 2001-2002                        | Raja de Casablanca  |
| Promotions et relégations                                       |                     |
| Promus en GNF1                                                  | KAC de Kénitra      |
| Promus en GNF1                                                  | Chabab Mohammédia   |
| Relégués en GNF2                                                | Stade Marocain      |
| Relégués en GNF2                                                | Raja de Beni Mellal |